# ته خیار (کتاب)
ته خیار مجموعه داستانی از آثار داستانی هوشنگ مرادی کرمانی است که در سال ۱۳۹۲ برای نخستین بار چاپ شده‌است و تا سال ۱۳۹۷ به چاپ دوازدهم رسیده‌است. این کتاب توسط انتشارات معین منتشر شده‌است.
«ته خیار» شامل ۳۰ داستان کوتاه است که نویسنده در این داستان‌ها با نگاهی طنز یا به قول خودش زهرخند به موضوعات تلخی چون مرگ، پیری، مشکلات زندگی، بی‌پولی و… پرداخته‌است.